# Daniel Wass
Daniel Wass (Gladsaxe, 31 mei 1989) is een Deens voetballer die doorgaans als middenvelder speelt. Hij tekende in 2022 bij Brøndby IF. Wass debuteerde in 2011 in het Deens voetbalelftal.

## Clubcarrière
Wass werd in 2006 opgenomen in de jeugdopleiding van Brøndby IF. In het seizoen 2007/08 debuteerde hij in het eerste elftal van de club. In 2009 werd hij verhuurd aan Frederikstad FK om ervaring op te doen. Wass maakte in januari 2011 bekend dat hij zijn aflopende contract bij Brøndby niet zou verlengen. In de zomer die volgde, maakte hij de overstap naar SL Benfica en tekende daar een contract voor vijf jaar. De club verhuurde hem meteen aan de Franse toenmalige promovendus Evian Thonon Gaillard. In juni 2012 werd bekend dat Évian de speler definitief van Benfica overnam.
Na vier seizoenen bij Evian tekende Wass in juni 2015 een contract tot medio 2019 bij Celta de Vigo, de nummer acht in de Primera Division van het voorgaande seizoen.

## Interlandcarrière
Wass nam met Denemarken U21 deel aan de EK-eindronde 2011 in eigen land, waar de ploeg van bondscoach Keld Bordinggaard werd uitgeschakeld in de eerste ronde. Hij debuteerde op 29 februari 2011 in de Deense A-ploeg in de vriendschappelijke wedstrijd tegen Engeland. Wass nam met Denemarken deel aan het EK voetbal 2012 in Polen en Oekraïne, waar de selectie van bondscoach Morten Olsen in de groepsfase werd uitgeschakeld. Op de verrassende 1-0-overwinning op Nederland volgden nederlagen tegen Portugal (2-3) en Duitsland (1-2), waardoor de Denen als derde eindigden in groep B.

## Erelijst
| Competitie           |            |            |            |            |
| Competitie           | Aantal     | Jaren      |            |            |
| Brøndby IF           | Brøndby IF | Brøndby IF | Brøndby IF | Brøndby IF |
| -------------------- | ---------- | ---------- | ---------- | ---------- |
| Beker van Denemarken | 1x         | 2007/08    |            |            |
| Valencia CF          |            |            |            |            |
| Copa del Rey         | 1x         | 2018/19    |            |            |